# Филипинска ивичестоглава дърволазка
Филипинска ивичестоглава дърволазка (Rhabdornis mystacalis) е вид птица от семейство Скорецови (Sturnidae).

## Разпространение
Видът е разпространен във Филипините.